# Elior Group
Elior Group est une entreprise française spécialisée dans la restauration collective (Elior) et les services aux entreprises et aux collectivités (Derichebourg Multiservices). Ses activités sont présentes en France, en Espagne, au Royaume-Uni, au Portugal, aux États-Unis, en Italie, en Allemagne, au Luxembourg, au Canada, en Inde et en Chine.

## Histoire

### L'origine du groupe Elior
Le groupe a été fondé en 1991 par Robert Zolade et Francis Markus, ainsi que 300 cadres associés, qui prennent une participation de 35 % dans le capital de leur employeur, la Générale de restauration, filiale du groupe Accor spécialisée en restauration collective. Le groupe développe ses activités au Royaume-Uni, en Espagne, en Italie et en France via des acquisitions et des partenariats. En 1998, le groupe prend le nom d'Elior et adopte en France une organisation autour de deux activités : la restauration collective avec Avenance et la restauration de concession avec Eliance.

### Des acquisitions pour développer l'entreprise
En 2000, Elior est introduit sur le premier marché d'Euronext à Paris. De 2001 à 2006, la montée en puissance à l’international d'Elior se traduit notamment par des alliances avec Serunion et Areas en Espagne, où il devient leader de la restauration sous contrat. D’autres acquisitions suivent en Italie, en France et au Royaume-Uni.
En 2006, Robert Zolade et deux investisseurs partenaires acquièrent 100 % du capital et des droits de vote d’Elior et retirent l’action de la cote.
Le groupe poursuit son développement en Europe et étoffe ses activités aux États-Unis sur les marchés des aéroports puis des autoroutes. Avec les acquisitions successives de FMC, GHS et Sin & Stes, le groupe renforce son offre multiservices.
Le groupe regroupe ses activités en 2011 sous la marque Elior.  Exit Eliance et Avenance au profit de trois grands pôles : Elior Concession (pour les concessions Ville, Aéroport, Autoroute, Gare et Loisirs), Elior Restauration (restauration collective pour l’Entreprise, l’Enseignement et la Santé) et Elior Service (Propreté et Facilities Management). En 2012, Elior rachète Ansamble et consolide ses positions en Italie.
En 2013, Elior fait son entrée sur le marché américain de la restauration collective avec l’acquisition de TrustHouse Services, 4e opérateur sur les marchés de l’enseignement et de la santé aux États-Unis. 
Elior fait son retour en Bourse en juin 2014 sur le marché Euronext Paris et intègre l'indice SBF 120 en mars 2015. En juillet 2015, Elior devient le seul et unique actionnaire d'Areas. Le groupe renforce également sa présence en restauration collective aux États-Unis en acquérant Starr Catering Group et Abl Management, spécialisée dans la restauration collective en milieux pénitentiaire et universitaire.
En mars 2016, la filiale nord-américaine se nomme désormais Elior North America. Elle fait l’acquisition aux États-Unis de la société Preferred Meals  (restauration collective et livraison à domicile sur les marchés de l’enseignement et des séniors). En juillet 2016, Elior Group annonce l’acquisition, via sa filiale Elior UK, de Waterfall Catering Group, renforçant ses positions sur les marchés de l’enseignement, de la santé et des services sociaux, et de l’entreprise.
En novembre 2016, Elior Group fait son entrée  sur le marché indien avec l’acquisition des sociétés MegaBite Food Services et CRCL.
En 2017, Elior Group poursuit le développement de ses activités de restauration collective aux États-Unis avec les acquisitions successives de CBM Managed Services, Lancer Hospitality, Abigail Kirsch, Corporate Chefs, Design Cuisine et Sidekim.
Lors de sa séance du 26 juillet 2017, le conseil d'administration décide de modifier la structure de gouvernance moniste de la société pour séparer les fonctions de président et de directeur général.
En juillet 2018, Elior Group acquiert Bateman Community Living, une entreprise américaine spécialisée dans l’alimentation des séniors.
En avril 2019, Elior Group annonce avoir reçu une offre ferme de 1 542 millions d’euros de la part de PAI Partners pour ses activités de restauration regroupées sous la marque Areas. La clôture de l’opération, pour un montant total net de l’ordre de 1,4 milliard d’euros, est annoncée le 1er juillet 2019.

### Un groupe endetté et affecté par la crise COVID
Fortement touché par la crise sanitaire, Elior annonce en octobre 2020 la suppression de 1 888 postes en France au sein de sa branche spécialisée dans la restauration d'entreprise.
Un an plus tard, en novembre 2021, Elior publie des chiffres toujours négatifs avec une perte nette évaluée à 100 millions d'euros sur la période 2020-2021, améliorant toutefois le résultat de l'année 2019-2020 qui s'était soldée par une perte de 483 millions d'euros.

### Arrivée de Derichebourg
En mai 2022, le groupe Derichebourg devient le premier actionnaire d'Elior Group en montant à 20 % du capital de l'entreprise. En décembre, Derichebourg monte sa participation dans Elior à 48,4 %, contre 24,63 % avant cette opération. Cette prise de participation est faite en échange de l'apport des activités services de Derichebourg, employant 37 000 personnes pour un chiffre d'affaires de près de 950 millions d'euros,.
La signature du protocole d'accord et du traité d'apport au sujet de la vente de Derichebourg Multiservices à Elior est officialisée le 6 mars 2023 et votée en assemblée générale le 18 avril 2023. Cette opération crée un ensemble pesant plus de 5 milliards de chiffre d'affaires et comptant 134 000 salariés.

## Activités et filiales
À ce jour, Elior Group travaille sur deux activités majeures :
- Restauration collective, sous la marque Elior
- Services aux entreprises et aux collectivités, sous la marque DERICHEBOURG Multiservices

Les activités de restauration sont organisées par pays : Elior France, Elior North America, Elior UK, Elior Italia, Elior India, Elior Portugal, Elior Asia et Serunion. Chaque entité opère différentes marques locales.
Les activités de services sont organisées par Derichebourg Multiservices en fonction du secteur et du métier (propreté, aéronautique, intérim, etc.)

## Direction
Fin février 2022, le renouvellement du mandat de Philippe Guillemot est validé à 98 % par le conseil d'administration mais le lendemain, il annonce son départ d'Elior Group avec effet immédiat pour raisons personnelles,. En attendant de lui trouver un successeur, le conseil d'administration nomme Bernard Gault en tant que directeur général intérimaire avant de le confirmer quelques mois après.
Daniel Derichebourg, qui demeure président du conseil d'administration du groupe Derichebourg, est désormais président-directeur général d'Elior Group à la suite de l'assemblée générale du 18 avril 2023 et Boris Derichebourg est nommé directeur des Opérations.

## Actionnaires
Au 18 avril 2023, le capital d'Elior est le suivant : 
| Derichebourg | 48,17% |
| Flottant     | 51,83% |

À l'issue de l'opération d'acquisition de la branche multiservices du Groupe Derichebourg, la participation de Derichebourg au capital d'Elior est désormais de 48,17 %

## Lobbying

### Auprès des institutions de l'Union européenne
Elior Group est représenté par FoodServiceEurope, inscrit depuis 2008 au registre de transparence des représentants d'intérêts auprès de la Commission européenne, et qui déclare en 2018 pour cette activité des dépenses annuelles d'un montant compris entre 200 000 et 300 000 euros.

### En France
Elior Group déclare à la Haute Autorité pour la transparence de la vie publique exercer des activités de lobbying en France pour un montant qui n'excède pas 10 000 euros sur l'année 2019.

## Controverses

### Des conditions salariales contestées
En 2008, 181 salariés estimant ne pas bénéficier de conditions salariales équitables, notamment par rapport à d'autres salariés du groupe, attaquent Elior. Les prud'hommes leur donnent raison en 2012, de même qu'un jugement de la cour d'appel en 2016. En 2018 cependant, la Cour de cassation annule les deux premiers jugements pour évolution générale de la législation du travail en matière de négociation collective et de la jurisprudence. Les salariés sont alors contraints de rembourser les sommes précédemment perçues. Le Groupe Elior, qui compte appliquer la décision, déclare vouloir « adapter au cas par cas ».
En avril 2019, les femmes de chambre du NH Collection de Marseille se mettent en grève, alors que l'hôtel sous-traite son activité nettoyage à Elior service. Elles demandent une augmentation du salaire horaire brut de 10,28 euros à 10,51 euros, une majoration de 50 % des heures le dimanche au lieu des 20 % appliqués, un 13e mois, et la régularisation des heures non payées.